# Colobura annulata
Colobura annulata (popularmente denominada borboleta-zebra) é uma borboleta neotropical da família Nymphalidae, encontrada do México até a Venezuela, Guianas, Região Amazônica do Brasil, Bolívia e Equador.

## Descrição
A espécie foi proposta em estudo de 2001, A Review of Colobura (Lepidoptera: Nymphalidae) with Comments on Larval and Adult Ecology and Description of a Sibling Species, por Willmott, Constantino & Hall, com base em algumas diferenciações do até então gênero monotípico da espécie Colobura dirce, e seus indivíduos já estavam nesta incluídos. A diferenciação se dá pela presença de anéis amarelos rodeando as lagartas (daí advindo o nome "annulata"), que possuem um comportamento mais gregário do que o da outra espécie. Outro forte fator de diferenciação, no adulto, se dá pela terceira linha submarginal, abaixo da margem lateral da asa anterior, quando a borboleta é vista por baixo, que não se afunila em direção ao canto superior desta mesma asa, como ocorre em C. dirce.

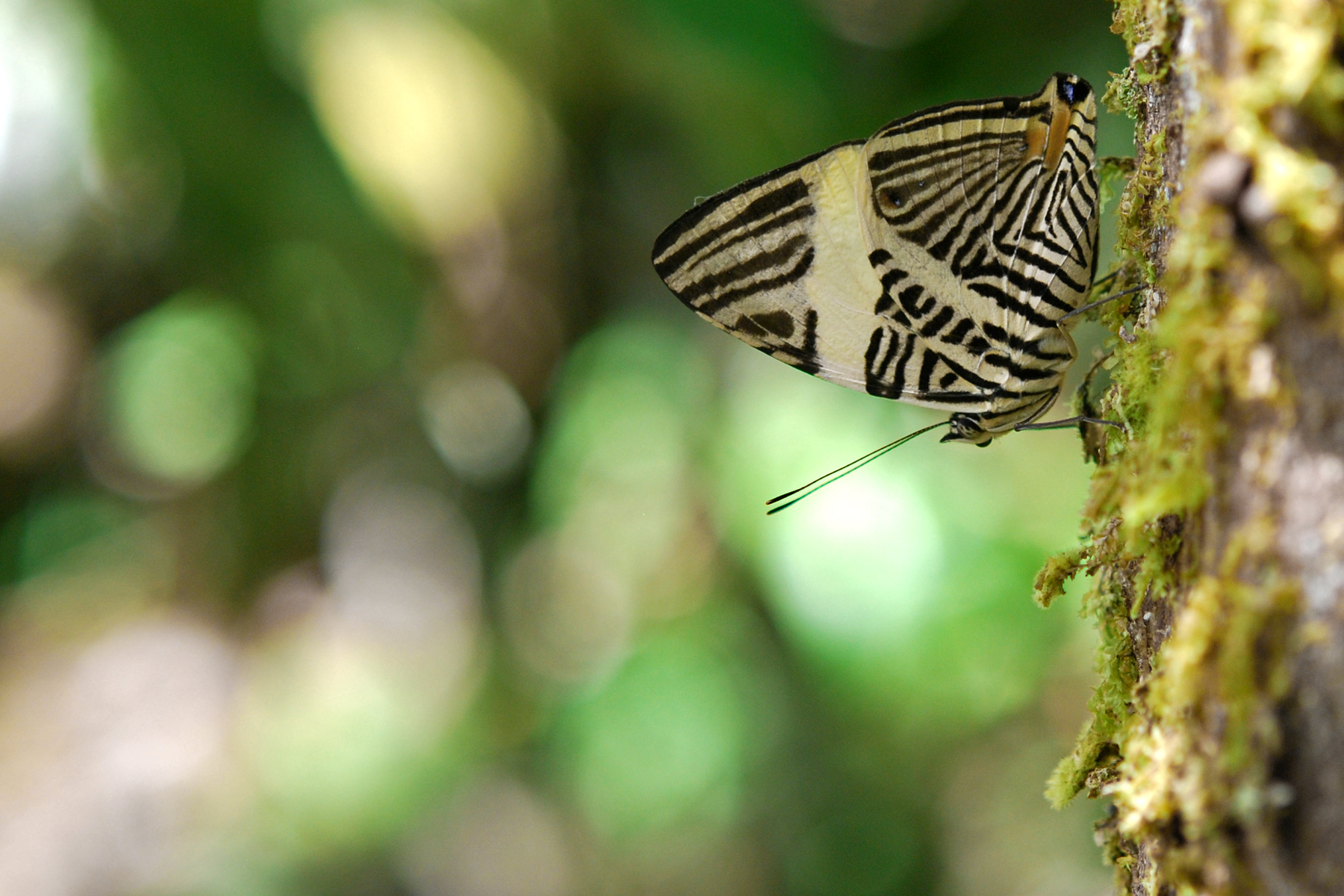
C. annulata, pousada.

## Hábitos
C. annulata ocorre em altitudes a partir do nível do mar até pelo menos 1.300 metros e em habitats florestais; embora seja tolerante com a sua degradação, podendo habitar florestas secundárias. As lagartas de Colobura annulata se alimentam de folhas de algumas espécies de Cecropia.

## Camuflagem
O padrão, em vista inferior, das asas de Colobura annulata (assim como em C. dirce, similar ao de uma zebra), apresenta camuflagem de tipo disruptivo.[carece de fontes?] Este padrão de listras, bandas e zig-zags, fragmenta visualmente a forma da asa para seus predadores. Outra característica é um desenho de cabeça falsa, no final da asa posterior, que torna confusa a localização real de sua cabeça, tornando difícil o ataque.